# Tommy Campbell
Thomas W. Campbell (Norristown, 14 februari 1957) is een Amerikaanse jazzdrummer.

## Biografie
De oom van Campbell is Jimmy Smith. Campbell speelde met hem als tiener. Hij studeerde van 1975 tot 1979 aan het Berklee College of Music, waar hij speelde met Tiger Okoshi en Marlena Shaw en leidde een band met Kevin Eubanks. Na zijn afstuderen werd hij lid van de bigband van Dizzy Gillespie, waar hij tot 1982 werkte. Hij sloot zich vervolgens aan bij de band van John McLaughlin tot 1984. Hij nam in de jaren 1980 op met Eubanks en speelde in het decennium met Sonny Rollins, Tania Maria, Gary Burton, Igor Butman en Makoto Ozone. Na in 1988 naar New York te zijn verhuisd, werkte hij met zijn eigen band naast Charnett Moffett, Aydin Esen en Eubanks. Hij werkte ook in een trio-bezetting met David Kikoski en Alex Blake. Als sideman werkte hij in de jaren 1990 met Stanley Jordan, The Manhattan Transfer, het Great Saxophone Quartet, David Murray, Ray Anderson en de Mingus Big Band. Begin 1998 verhuisde hij naar Japan en verdeelt sindsdien zijn tijd tussen de twee landen.

## Discografie
Met Ray Anderson
- 1994: Don't Mow Your Lawn (Enja Records)

Met Clifford Jordan
- 1990, 1997: Play What You Feel (Mapleshade)

Met David Murray
- 1994, 1996: David Murray Quintet (DIW)

Met Sonny Rollins
- 1995: Sunny Days, Starry Nights (Milestone)

- Bibliothèque nationale de France: cb13933757c (data)
- Gemeinsame Normdatei: 134666224
- International Standard Name Identifier: 0000 0000 5513 9633
- Library of Congress Control Number: n93048831
- MusicBrainz: e4b4d144-2559-41e9-980b-4195b80b1893
- Système universitaire de documentation: 156986949
- Virtual International Authority File: 32187008
- WorldCat: E39PBJh4wBHH7kwT7VxWXH63Qq